# Westhoek (Frans-Belgische regio)

De Westhoek

De Westhoek is een Vlaamse regio in België en Frankrijk die de volgende gebieden omvat:
- de West-Vlaamse arrondissementen Diksmuide, Ieper en Veurne met Veurne, Poperinge, Ieper en Diksmuide als voornaamste centrumgemeenten.
- het arrondissement Duinkerke in de Franse Westhoek, met Grevelingen, Hazebroek en Duinkerke.
- de Henegouwse gemeente Komen-Waasten (afhankelijk van de definitie)

De drie Belgische kustgemeenten De Panne, Koksijde en Nieuwpoort worden vaak als een aparte toeristische streek beschouwd: de Westkust.
De staatsgrens die beide delen in Vlaanderen scheidt, noemt men in de volksmond 'de schreve', om aan te geven dat de staatkundige grens geen culturele of taalkundige grens is (of was).
De Westhoek is een afwisselend gebied waarin naast beboste heuvelruggen (het West-Vlaams Heuvelland) ook polders (onder andere de drooggelegde polder 'De Moeren'), kustgemeenten, vruchtbare akkers, historische stadjes en vriendelijke dorpjes te vinden zijn. Bovendien zijn er uitgestrekte duinengebieden tussen De Panne en Duinkerke, onder meer in het Franse Bray-Dunes. Vaak zijn de kustdorpen in die strook nauwelijks zichtbaar vanaf het strand. Dwars door het gebied stroomt de rivier de IJzer. Het Belgisch gebied ten westen ervan wordt "Bachten de Kupe" (achter de kuip) genoemd.

## Taal

In het Belgische deel van de Westhoek spreekt men West-Vlaams en Nederlands. Van de bevolking van de Franse Westhoek (380.000) spreekt nog slechts een klein gedeelte Frans-Vlaams, de autochtone variant van het West-Vlaams. Het Vlaams werd recentelijk erkend als een van de langues régionales de France (het Franse alternatief van het Europees Handvest voor regionale talen of talen van minderheden), maar in de praktijk houdt dat niet veel meer in dan wat tweetalige straatnaamborden of soortgelijke zaken. Het Frans blijft er de enige officiële taal. Op sommige scholen wordt tegenwoordig het keuzevak Nederlands aangeboden, maar het is zeer de vraag wat dit bijdraagt aan het behoud van het Frans-Vlaams.
Rond De Panne wonen en werken veel Franstaligen, voornamelijk afkomstig uit de Franse Westhoek. De Vlaamse Westkust is ook zeer geliefd als vakantieplaats voor Franstaligen uit Brussel en Wallonië, wat de aanwezigheid van het Frans in het straatbeeld versterkt. Hier is Nederlands echter de enige officiële taal.
De West-Vlaamse zanger Paul Bruna maakte in de jaren 80 een single getiteld 'De Schoone Westhoek' waarin hij in de streektaal de Westhoek beschrijft.

## Beeldvorming
Met de Westhoek wordt in België bijna altijd op het Belgische gedeelte (Bachten de Kupe) gedoeld, het gebied tussen Ieper en Veurne. De Westhoek wordt ook vaak gebruikt als voorbeeld van een typisch agrarische regio, en iets pejoratiever als een achtergebleven gebied.
In de praktijk klopt niet zoveel meer van dit beeld. Op het platteland mag dan wel een iets conservatievere mentaliteit heersen, zoals in wel meer streken het geval is, maar zeker de grotere dorpen en steden gaan met hun tijd mee. Een voorbeeld hiervan is de moderne industrie en technologische bedrijven die zich meer en meer in de regio vestigen. Het symbool van deze vooruitgang is Flanders Language Valley in Ieper, dat sinds het faillissement van het daar gevestigde Lernout & Hauspie echter veel van zijn glans verloren heeft. Ook in Veurne zijn er veel grote bedrijven gevestigd, zoals een fabriek van PepsiCo International, Meli, Duco en nog vele andere. In Poperinge is er een fabriek van Aviko gevestigd. De Westhoek krijgt een steeds grotere rol in de Vlaamse economie.

## Geschiedenis
Op 10 augustus 1566 werd na een hagenpreek een klooster nabij Steenvoorde geplunderd. Dit was het begin van de Beeldenstorm in de Nederlanden. Het militante calvinisme vond hier zijn eerste basis. De Beeldenstorm sloeg over naar het noorden en de gewelddadige contrareformatie die daartegen werd ingezet door de Spaanse koning en zijn gouverneurs in de Nederlanden had na een strijd van twee decennia een ontvolking van de Westhoek tot gevolg. De helft van de bevolking verdween. Ze kwam om in het geweld of vluchtte. Vooral uit de plaatsen met een weversindustrie, zoals Hondschote, Belle en Steenvoorde, trokken de calvinistische arbeiders weg, met name naar de Hollandse stad Leiden, waar een navenant groot deel van de bevolking uit deze West-Vlamingen kwam te bestaan. Pas in de 18e eeuw kwam het bevolkingsaantal op het niveau van voor 1566.
In de streek zijn veel herinneringen aan de Eerste Wereldoorlog te vinden, waaronder de volgende musea:
- In Flanders Fields Museum te Ieper
- Museum Cyriel Verschaeve te Alveringem (het museum is in 2008 dichtgegaan)
- Stedelijk museum Stad Diksmuide te Diksmuide
- Museum van de IJzertoren te Kaaskerke, deelgemeente van Diksmuide
- Ramparts museum te Ieper
- Museum Hill 60 te Zillebeke, deelgemeente van Ieper
- Museum Hooge Crater te Zillebeke
- Museum Hill 62 - Sanctuary Wood te Zillebeke
- Lange Max Museum te Koekelare
- Käthe-Kollwitz-Museum te Koekelare
- Geschiedkundig museum Mesen te Mesen
- Talbot House Museum te Poperinge
- Memorial Museum Passchendaele 1917 te Zonnebeke